# AC Milán 2012/2013
Tento článek se podrobně zabývá událostmi ve fotbalovém klubu AC Milán v sezoně 2012/13 a jeho působení v nejvyšší lize, domácího poháru a v Liga mistrů UEFA.

## Realizační tým
| Post                                                                           | Jméno                                                                               |
| ------------------------------------------------------------------------------ | ----------------------------------------------------------------------------------- |
| Hlavní trenér                                                                  | Massimiliano Allegri                                                                |
| Asistent trenéra                                                               | Mauro Tassotti                                                                      |
| Trenér brankářů                                                                | Marco Landucci, Valerio Fiori                                                       |
| Techničtí spolupracovníci                                                      | Andrea Maldera                                                                      |
| Sportovní trenér                                                               | Simone Folletti, Fabio Allievi, Bruno Dominici, Sergio Mascheroni, Andrea Primitivi |
| Klubové vedení                                                                 |                                                                                     |
| Prezident klubu                                                                | Silvio Berlusconi                                                                   |
| Zástupce viceprezidenta a generální ředitel                                    | Adriano Galliani                                                                    |
| Zástupce prezidenta klubu                                                      | Paolo Berlusconi                                                                    |
| Hlavní finanční ředitel                                                        | Alfonso Cefaliello                                                                  |
| Sportovní ředitel                                                              | Ariedo Braida                                                                       |
| Ředitelka zvláštních projektů                                                  | Barbara Berlusconi                                                                  |
| Ředitel sportovní organizace                                                   | Umberto Gandini                                                                     |
| Ředitel správní koordinace, dodržování předpisů a hlášení sportovních subjektů | Massimo Campioli                                                                    |
| Vedoucí klubu                                                                  | Vittorio Mentana                                                                    |

## Soupiska
Aktuální k datu 30. června 2013.
| Číslo | Pozice | Nár.         | Hráč                 | Datum narození a věk        | Od roku | Předchozí angažmá | Poznámka                                 |
| ----- | ------ | ------------ | -------------------- | --------------------------- | ------- | ----------------- | ---------------------------------------- |
| 1     | B      | Itálie       | Marco Amelia         | 2. dubna 1982 (42 let)      | 2010    | Janov             |                                          |
| 2     | O      | Itálie       | Mattia De Sciglio    | 20. října 1992 (32 let)     | 2011    | Juniorka          |                                          |
| 4     | Z      | Ghana        | Sulley Ali Muntari   | 27. srpna 1984 (40 let)     | 2012    | Inter             |                                          |
| 5     | O      | Francie      | Philippe Mexès       | 30. března 1982 (42 let)    | 2011    | AS Řím            |                                          |
| 7     | Ú      | Brazílie     | Robinho              | 25. ledna 1984 (41 let)     | 2010    | Manchester City   |                                          |
| 8     | Z      | Itálie       | Antonio Nocerino     | 9. dubna 1985 (39 let)      | 2011    | Palermo           |                                          |
| 9     | Ú      | Brazílie     | Alexandre Pato       | 2. září 1989 (35 let)       | 2008    | Internacional     | v lednu odešel do Corinthians            |
| 10    | Z      | Ghana        | Kevin-Prince Boateng | 6. března 1987 (38 let)     | 2010    | Janov             |                                          |
| 11    | Ú      | Itálie       | Giampaolo Pazzini    | 2. srpna 1984 (40 let)      | 2012    | Inter             |                                          |
| 12    | Z      | Mali         | Bakaye Traoré        | 6. března 1985 (40 let)     | 2012    | AS Nancy          |                                          |
| 13    | O      | Itálie       | Francesco Acerbi     | 10. února 1988 (37 let)     | 2012    | AC Chievo         | v lednu odešel do Janov CFC              |
| 14    | Z      | Sierra Leone | Rodney Strasser      | 30. března 1990 (34 let)    | 2008    | Juniorka          | v lednu odešel na hostování do Parma FC  |
| 14    | O      | Polsko       | Bartosz Salamon      | 1. května 1991 (33 let)     | 2013    | Brescia           | přišel v lednu                           |
| 15    | O      | Alžírsko     | Djamel Mesbah        | 3. prosince 1982 (42 let)   | 2012    | Lecce             | v lednu odešel do Parma FC               |
| 16    | Z      | Francie      | Mathieu Flamini      | 7. března 1984 (41 let)     | 2008    | Arsenal           |                                          |
| 17    | O      | Kolumbie     | Cristián Zapata      | 30. září 1986 (38 let)      | 2012    | Villarreal        |                                          |
| 18    | Z      | Itálie       | Riccardo Montolivo   | 18. ledna 1985 (40 let)     | 2012    | Fiorentina        |                                          |
| 19    | Ú      | Senegal      | M'Baye Niang         | 19. prosince 1994 (30 let)  | 2012    | Caen              |                                          |
| 20    | O      | Itálie       | Ignazio Abate        | 12. listopadu 1986 (38 let) | 2009    | Turín             |                                          |
| 21    | O      | Guinea       | Kévin Constant       | 10. května 1987 (37 let)    | 2012    | Janov             |                                          |
| 22    | Ú      | Španělsko    | Bojan Krkić          | 28. srpna 1990 (34 let)     | 2012    | AS Řím            |                                          |
| 23    | Z      | Itálie       | Massimo Ambrosini    | 29. května 1977 (47 let)    | 1995    | Cesena            |                                          |
| 25    | O      | Itálie       | Daniele Bonera       | 31. května 1981 (43 let)    | 2006    | Parma             |                                          |
| 28    | O      | Nizozemsko   | Urby Emanuelson      | 16. června 1986 (38 let)    | 2011    | Ajax              | v lednu odešel na hostování do Fulham FC |
| 32    | B      | Itálie       | Christian Abbiati    | 8. července 1977 (47 let)   | 1998    | Monza             |                                          |
| 34    | Z      | Nizozemsko   | Nigel de Jong        | 30. listopadu 1984 (40 let) | 2012    | Manchester City   |                                          |
| 35    | O      | Španělsko    | Dídac Vilà           | 9. června 1989 (35 let)     | 2011    | RCD Espanyol      |                                          |
| 37    | Ú      | Itálie       | Andrea Petagna       | 30. července 1995 (29 let)  | 2012    | Juniorka          |                                          |
| 45    | Ú      | Itálie       | Mario Balotelli      | 12. srpna 1990 (34 let)     | 2013    | Manchester City   | přišel v lednu                           |
| 51    | B      | Itálie       | Ferdinando Coppola   | 10. července 1978 (46 let)  | 2013    | Turín FC          | v lednu odešel do Turín FC               |
| 57    | Z      | Itálie       | Mattia Valoti        | 6. září 1993 (31 let)       | 2011    | UC AlbinoLeffe    | v lednu skončilo hostování               |
| 59    | B      | Brazílie     | Gabriel              | 27. září 1992 (32 let)      | 2012    | Cruzeiro          |                                          |
| 76    | O      | Kolumbie     | Mario Yepes          | 13. ledna 1973 (52 let)     | 2010    | AC Chievo         |                                          |
| 77    | O      | Itálie       | Luca Antonini        | 4. srpna 1982 (42 let)      | 2008    | Empoli            |                                          |
| 81    | O      | Itálie       | Cristian Zaccardo    | 21. prosince 1981 (43 let)  | 2013    | Parma             | přišel v lednu                           |
| 92    | Ú      | Itálie       | Stephan El Shaarawy  | 27. října 1992 (32 let)     | 2011    | Janov             |                                          |

### Změny v kádru v letním přestupovém období 2012[5]
| Přišli do týmu | Přišli do týmu | Přišli do týmu          | Přišli do týmu | Přišli do týmu         | Přišli do týmu     | Přišli do týmu | Odešli z týmu | Odešli z týmu | Odešli z týmu           | Odešli z týmu | Odešli z týmu        | Odešli z týmu   | Odešli z týmu |
| Pozice         | Nár.           | Hráč                    | Věk            | Odkud přišel           | Typ                | Cena           | Pozice        | Nár.          | Hráč                    | Věk           | Kam odešel           | Typ             | Cena          |
| B              | Itálie         | Ferdinando Coppola      | 34             | Turín FC               | přestup            | zadarmo        | B             | Itálie        | Flavio Roma             | 38            | AS Monaco            | přestup         | zadarmo       |
| B              | Brazílie       | Gabriel                 | 19             | Cruzeiro EC            | přestup            | 500 000 Euro   | O             | Itálie        | Alessandro Nesta        | 36            | Montreal Impact      | přestup         | zadarmo       |
| O              | Itálie         | Francesco Acerbi        | 24             | AC ChievoVerona        | přestup            | 4 mil. Euro    | O             | Itálie        | Michelangelo Albertazzi | 21            | Hellas Verona FC     | hostování       | ?             |
| O              | Nigérie        | Taye Taiwo              | 27             | Queens Park Rangers FC | konec hostování    |                | O             | Nigérie       | Taye Taiwo              | 27            | FK Dynamo Kyjev      | hostování       | ?             |
| O              | Kolumbie       | Cristián Zapata         | 25             | Villarreal CF          | hostování s opcí   | 400 000 Euro   | O             | Brazílie      | Thiago Silva            | 27            | Paříž St. Germain FC | přestup         | 42 mil. Euro  |
| O              | Guinea         | Kévin Constant          | 25             | Janov CFC              | hostování s opcí   |                | O             | Itálie        | Gianluca Zambrotta      | 35            | přerušení kariéry    |                 |               |
| O              | Španělsko      | Dídac Vilà              | 23             | RCD Espanyol           | návrat z hostování |                | O             | Itálie        | Massimo Oddo            | 36            | konec kariéry        |                 |               |
| O              | Itálie         | Massimo Oddo            | 36             | US Lecce               | návrat z hostování |                | Z             | Itálie        | Alberto Aquilani        | 27            | Liverpool FC         | konec hostování |               |
| O              | Itálie         | Michelangelo Albertazzi | 21             | AS Varese 1910         | návrat z hostování |                | Z             | Itálie        | Gennaro Gattuso         | 34            | FC Sion              | přestup         | zadarmo       |
| Z              | Nizozemsko     | Nigel de Jong           | 27             | Manchester City FC     | přestup            | 3,5 mil. Euro  | Z             | Nizozemsko    | Clarence Seedorf        | 36            | Botafogo RF          | přestup         | zadarmo       |
| Z              | Itálie         | Riccardo Montolivo      | 27             | ACF Fiorentina         | přestup            | zadarmo        | Z             | Nizozemsko    | Mark van Bommel         | 35            | PSV Eindhoven        | přestup         | zadarmo       |
| Z              | Itálie         | Davide Di Gennaro       | 24             | Modena FC              | návrat z hostování |                | Z             | Itálie        | Davide Di Gennaro       | 24            | Spezia Calcio        | přestup         | 500 000 Euro  |
| Z              | Mali           | Bakaye Traoré           | 27             | AS Nancy               | přestup            | zadarmo        | Z             | Kazachstán    | Alexander Merkel        | 20            | Janov CFC            | konec hostování |               |
| Z              | Ghana          | Sulley Muntari          | 27             | FC Inter Milán         | přestup            | zadarmo        | Ú             | Švédsko       | Zlatan Ibrahimović      | 30            | Paříž St. Germain FC | přestup         | 21 mil. Euro  |
| Ú              | Nigérie        | Nnamdi Oduamadi         | 21             | Turín FC               | návrat z hostování |                | Ú             | Nigérie       | Nnamdi Oduamadi         | 21            | AS Varese 1910       | hostování       | ?             |
| Ú              | Itálie         | Giampaolo Pazzini       | 28             | FC Inter Milán         | přestup            | 12,5 mil. Euro | Ú             | Itálie        | Antonio Cassano         | 21            | FC Inter Milán       | přestup         | 5 mil. Euro   |
| Ú              | Španělsko      | Bojan Krkić             | 22             | AS Řím                 | hostování          | 250 000 Euro   | Ú             | Itálie        | Filippo Inzaghi         | 38            | konec kariéry        |                 |               |
| Ú              | Itálie         | Gianmarco Zigoni        | 21             | AS Avellino 1912       | návrat z hostování |                | Ú             | Itálie        | Gianmarco Zigoni        | 21            | FC Pro Vercelli 1892 | hostování       | ?             |
| Ú              | Senegal        | M'Baye Niang            | 17             | SM Caen                | přestup            | 3 mil. Euro    | Ú             | Argentina     | Maxi López              | 28            | Calcio Catania       | konec hostování |               |
|                |                |                         |                |                        |                    |                | Ú             | Ghana         | Dominic Adiyiah         | 22            | FK Arsenal Kyjev     | přestup         | zadarmo       |

### Změny v kádru v zimním přestupovém období 2013[6]
| Přišli do týmu | Přišli do týmu | Přišli do týmu    | Přišli do týmu | Přišli do týmu       | Přišli do týmu     | Přišli do týmu | Odešli z týmu | Odešli z týmu | Odešli z týmu      | Odešli z týmu | Odešli z týmu    | Odešli z týmu | Odešli z týmu |
| Pozice         | Nár.           | Hráč              | Věk            | Odkud přišel         | Typ                | Cena           | Pozice        | Nár.          | Hráč               | Věk           | Kam odešel       | Typ           | Cena          |
| O              | Polsko         | Bartosz Salamon   | 21             | Brescia Calcio       | přestup            | 3,5 mil. Euro  | B             | Itálie        | Ferdinando Coppola | 34            | Turín FC         | přestup       | zadarmo       |
| O              | Itálie         | Cristian Zaccardo | 31             | Parma FC             | přestup            | zadarmo        | O             | Itálie        | Francesco Acerbi   | 24            | Janov CFC        | přestup       | 4 mil. Euro   |
| O              | Guinea         | Kévin Constant    | 25             | Janov CFC            | využitá opce       | 8 mil. Euro    | O             | Alžírsko      | Djamel Mesbah      | 28            | Parma FC         | přestup       | ?             |
| Ú              | Itálie         | Mario Balotelli   | 22             | Manchester City FC   | přestup            | 20 mil. Euro   | Z             | Nizozemsko    | Urby Emanuelson    | 26            | Fulham FC        | hostování     | ?             |
| Ú              | Itálie         | Alberto Paloschi  | 23             | AC ChievoVerona      | konec hostování    |                | Z             | Sierra Leone  | Rodney Strasser    | 22            | Parma FC         | hostování     | ?             |
| Ú              | Itálie         | Gianmarco Zigoni  | 21             | FC Pro Vercelli 1892 | návrat z hostování |                | Ú             | Itálie        | Gianmarco Zigoni   | 21            | AS Avellino 1912 | hostování     | ?             |
|                |                |                   |                |                      |                    |                | Ú             | Itálie        | Alberto Paloschi   | 23            | AC ChievoVerona  | přestup       | 6,5 mil. Euro |
|                |                |                   |                |                      |                    |                | Ú             | Brazílie      | Alexandre Pato     | 23            | Internacional    | přestup       | 15 mil. Euro  |

## Zápasy v sezoně 2012/13

### Serie A (Italská liga)
|              | ATA | BOL | CAL | CAT | CHI | FIO | JAN | INT | JUV | LAZ | NEA | PAL | PAR | PES | ŘÍM | SAM | SIE | TUR | UDI |
| ------------ | --- | --- | --- | --- | --- | --- | --- | --- | --- | --- | --- | --- | --- | --- | --- | --- | --- | --- | --- |
| Utkání doma  | 0:1 | 2:1 | 2:0 | 4:2 | 5:1 | 1:3 | 1:0 | 0:1 | 1:0 | 3:0 | 1:1 | 2:0 | 2:1 | 4:1 | 0:0 | 0:1 | 2:1 | 1:0 | 2:1 |
| Utkání venku | 1:0 | 3:1 | 1:1 | 3:1 | 1:0 | 2:2 | 2:0 | 1:1 | 0:1 | 2:3 | 2:2 | 2:2 | 1:1 | 4:0 | 2:4 | 0:0 | 2:1 | 4:2 | 1:2 |

Tabulka
| Poř. | Tým            | Z  | V  | R  | P  | VG | OG | B  |
| ---- | -------------- | -- | -- | -- | -- | -- | -- | -- |
| 1.   | Juventus FC    | 38 | 27 | 6  | 5  | 71 | 24 | 87 |
| 2.   | SSC Neapol     | 38 | 23 | 9  | 6  | 73 | 36 | 78 |
| 3.   | AC Milán       | 38 | 21 | 9  | 8  | 67 | 39 | 72 |
| 4.   | ACF Fiorentina | 38 | 21 | 7  | 10 | 72 | 44 | 70 |
| 5.   | Udinese Calcio | 38 | 18 | 12 | 8  | 59 | 45 | 66 |
| 6.   | AS Řím         | 38 | 18 | 8  | 12 | 71 | 56 | 62 |
| 7.   | SS Lazio 1     | 38 | 18 | 7  | 13 | 51 | 42 | 61 |
| 8.   | Calcio Catania | 38 | 15 | 11 | 12 | 50 | 46 | 56 |
| 9.   | FC Inter Milán | 38 | 16 | 6  | 16 | 55 | 57 | 54 |
| 10.  | Parma FC       | 38 | 13 | 10 | 15 | 45 | 46 | 49 |

Poznámky
- Z = Odehrané zápasy; V = Vítězství; R = Remízy; P = Prohry; VG = Vstřelené góly; OG = Obdržené góly; B = Body
- 1  SS Lazio vyhrálo Coppa Italia a vybojovalo si start v základní skupině Evropské ligy.

|  | Mistr ligy a Přímý postup do Ligy mistrů 2013/14 |
|  | Přímý postup do Ligy mistrů 2013/14              |
|  | Postup do play-off Ligy mistrů 2013/14           |
|  | Přímý postup do Evropské ligy UEFA 2013/14       |
|  | Postup do play-off Evropské ligy UEFA 2013/14    |
|  | Postup do 3. předkola Evropské ligy UEFA 2013/14 |

### Coppa Italia (Italský pohár)
| osmifinále 13. prosince 2012 | AC Milán                                               | 3 – 0  | Reggina Calcio | Stadio Giuseppe Meazza, Milán |  |  |
| 21:00 SELČ                   | 51' Mario Yepes 79' M'Baye Niang 81' Giampaolo Pazzini | Report |                | Diváci: 3.661                 |  |  |
|                              |                                                        |        |                |                               |  |  |

| čtvrtfinále 9. ledna 2013 | Juventus FC                              | 2 – 1 (po prodl.) | AC Milán               | Juventus Stadium, Turín |  |  |
| 21:00 SELČ                | 12' Sebastian Giovinco 95' Mirko Vučinić | Report            | 6' Stephan El Shaarawy | Diváci: 40.008          |  |  |
|                           |                                          |                   |                        |                         |  |  |

### Liga mistrů UEFA 2012/13
| Základní skupina C: 1. zápas 18. září 2012 | AC Milán | 0 – 0  | RSC Anderlecht | Stadio Giuseppe Meazza, Milán           |  |
| 20:45 SELČ |          | Report |                | Diváci: 27.593 Rozhodčí: William Collum |  |
| Poznámky: Sestava: Abbiati (K) – Antonini, Mexés, Bonera (74. Yepes), De Sciglio – Nocerino, De Jong, Flamini – Boateng (60. El Shaarawy) – Emanuelson (79. Constant), Pazzini |          |        |                |                                         |  |

| Základní skupina C: 2. zápas 3. října 2012 | FK Zenit Petrohrad           | 2 – 3  | AC Milán                                                            | Petrovsky Stadium, Petrohrad         |  |
| 18:00 SELČ | 45+2' Hulk 49' Roman Širokov | Report | 13' Urby Emanuelson 16' Stephan El Shaarawy 75 (vl.)' Tomáš Hubočan | Diváci: 21.703 Rozhodčí: Felix Brych |  |
| Poznámky: Sestava: Abbiati (K) – Antonini, Zapata, Bonera, Abate – Montolivo, De Jong – El Shaarawy, Boateng (Yepes), Emanuelson (64. Nocerino) – Krkič (52. Pazzini) |                              |        |                                                                     |                                      |  |

| Základní skupina C: 3. zápas 24. října 2012 | Málaga CF   | 1 – 0  | AC Milán | Estadio La Rosaleda, Málaga            |  |
| 20:45 SELČ | 64' Joaquín | Report |          | Diváci: 27.683 Rozhodčí: Pedro Proença |  |
| Poznámky: Sestava: Amelia – De Sciglio, Acerbi (79. Krkič), Mexés, Bonera – Montolivo, Ambrosini (K), Constant (69. Pato) – El Shaarawy, Emanuelson – Pazzini |             |        |          |                                        |  |

| Základní skupina C: 4. zápas 6. listopadu 2012 | AC Milán           | 1 – 1  | Málaga CF  | Stadio Giuseppe Meazza, Milán        |  |
| 20:45 SELČ | 73' Alexandre Pato | Report | 40' Eliseu | Diváci: 30.891 Rozhodčí: Howard Webb |  |
| Poznámky: Sestava: Abbiati (K) – Constant, Mexés, Bonera, Abate (6. De Sciglio) – Montolivo, De Jong – El Shaarawy (62. Boateng), Krkič, Emanuelson (80. Robinho) – Pato |                    |        |            |                                      |  |

| Základní skupina C: 5. zápas 21. listopadu 2012 | RSC Anderlecht    | 1 – 3  | AC Milán                                                        | Constant Vanden Stock Stadion, Brusel  |  |
| 20:45 SELČ | 78' Tom De Sutter | Report | 47' Stephan El Shaarawy 71' Philippe Mexès 90+1' Alexandre Pato | Diváci: 19.803 Rozhodčí: Damir Skomina |  |
| Poznámky: Sestava: Abbiati – Constant (73. Emanuelson), Yepes, Mexés (79. Zapata), De Sciglio – Nocerino, De Jong, Montolivo – El Shaarawy, Krkič (67. Pato), Boateng |                   |        |                                                                 |                                        |  |

| Základní skupina C: 6. zápas 4. prosince 2012 | AC Milán | 0 – 1  | FK Zenit Petrohrad     | Stadio Giuseppe Meazza, Milán          |  |
| 20:45 SELČ |          | Report | 35' Danny (fotbalista) | Diváci: 29.508 Rozhodčí: Milorad Mažić |  |
| Poznámky: Sestava: Abbiati (K) – Mesbah (65. Robinho), Acerbi, Zapata, De Sciglio – Emanuelson, Ambrosini (K), Flamini (80. El Shaarawy) – Krkič (90+1. Petagna) – Boateng, Pazzini |          |        |                        |                                        |  |

Konečná tabulka skupiny C